# Klein Luckow
Klein Luckow foi um município da Alemanha localizado no distrito de Uecker-Randow, estado de Mecklemburgo-Pomerânia Ocidental.
Pertencia ao Amt de Uecker-Randow-Tal. Em 1 de janeiro de 2012, foi incorporado ao município de Jatznick.